# Beriah Gwynfe Evans
Beriah Gwynfe Evans (Brynmawr, 12 febbraio 1848 – Caernarfon, 4 novembre 1927) è stato un giornalista, drammaturgo e politico gallese, di ispirazione liberale, sostenne il nazionalismo gallese tra le file del Plaid Cymru.

## Biografia
Nato a Brynmawr (ex contea del Brecknockshire) era figlio di un noto rappresentante della Chiesa congregazionalista e scrittore, Evan Evans (1804 - 1886) e di sua moglie Mary Valentine. Studiò presso la Beaufort British School, istruendosi in parte come autodidatta, e iniziò la carriera di insegnante scolastico prima a Gwynfe (in onore del quale adottò il suo secondo nome) e successivamente a Llangadog (entrambi nella contea del Carmarthenshire). Nel 1871 sposò Ann Thomas, figlia di un fattore; il loro secondogenito, William John Evans, sarebbe diventato un importante educatore gallese.

Oltre alla passione per l'insegnamento scolastico, nutrì anche quella per la scrittura, nel 1877 vinse un premio letterario a Llanberis per aver scritto un dramma teatrale sul nazionalista gallese del XV secolo Owain Glyndŵr. Nel 1880 fondò una nuova rivista letteraria dal titolo Cyfaill yr Aelwyd (Amici del cuore) che continuò le pubblicazioni fino al 1894. Divenne Segretario della Society for the Utilization of the Welsh Language, una associazione di educatori e studiosi costituitasi nel 1885 con lo scopo di ottenere il riconoscimento della lingua gallese come materia di insegnamento nelle scuole elementari del paese.

In quello stesso periodo si dedicò all'attivismo politico intraprendendo una profonda amicizia con il politico britannico David Lloyd George. Nel 1887 abbandonò definitivamente l'insegnamento per dedicarsi all'attività di giornalista diventando editore della edizione gallese del Cardiff Times e del South Wales Daily News.

Nel 1892 si trasferì a Caernarfon per seguire l'attività di editore dell'influente Welsh National Press Company, una società editrice nella quale era coinvolto anche il suo amico Lloyd George e che pubblicava l'importante settimanale dell'epoca Y Genedl Gymreig, oltre al North Wales Observer ed altri quotidiani locali. Fu anche corrispondente gallese per il Liverpool Mercury e per il Liverpool Daily Post. 

Nel 1895 si unì con Lloyd George al movimento del Cymru Fydd  che cercava di coniugare la dottrina liberale con la causa indipendentista gallese. Tuttavia nel 1896 il movimento si sciolse a causa delle aspre rivalità tra gallesi settentrionali e meridionali. Tornato all'attività letteraria, si distinse nel gorsedd degli eisteddfod a livello nazionale nazionale. Nel 1898 scrisse un'opera di satira politica dal titolo Dafydd Dafis e nel 1900 uno studio sui revivalisti gallesi dal titolo Diwygwyr Cymru. Il suo dramma  Owain Glyndŵr venne rappresentato durante la cerimonia dell'investitura del principe Edoardo in qualità di Principe di Galles nel 1911. Nel 1917 divenne editore del quotidiano indipendentista Y Tyst.

Allo scoppio della seconda guerra boera, come la maggior parte dei liberali gallesi, manifestò il suo appoggio all'imperialismo britannico, ponendosi in netto contrasto con la posizione del suo amico Looyd George, favorevole alla causa dei boeri. Dopo lo scoppio della prima guerra mondiale, scrisse la sua opera più importante, la biografia celebrativa di Lloyd George, dal titolo The Life Romance of David Lloyd George pubblicata prima nel 1915 e poi in lingua gallese ad Utica (New York) nel 1916. Oltre a fare uso delle sue memorie, l'elogio biografico del suo amico preconizzava che costui sarebbe diventato un leader politico a capo di una coalizione governativa che avrebbe implementato la causa imperialista. Fu tuttavia proprio nel periodo bellico che Evans prese le distanze dal suo amico Lloyd George, diventando nel contempo uno stretto collaboratore dell'indipendentista gallese Edward Thomas John, del quale sosteneva il radicalismo e unendosi al nascente Plaid Cymru, che sostenne fino alla sua morte.